# Ronja, córka zbójnika

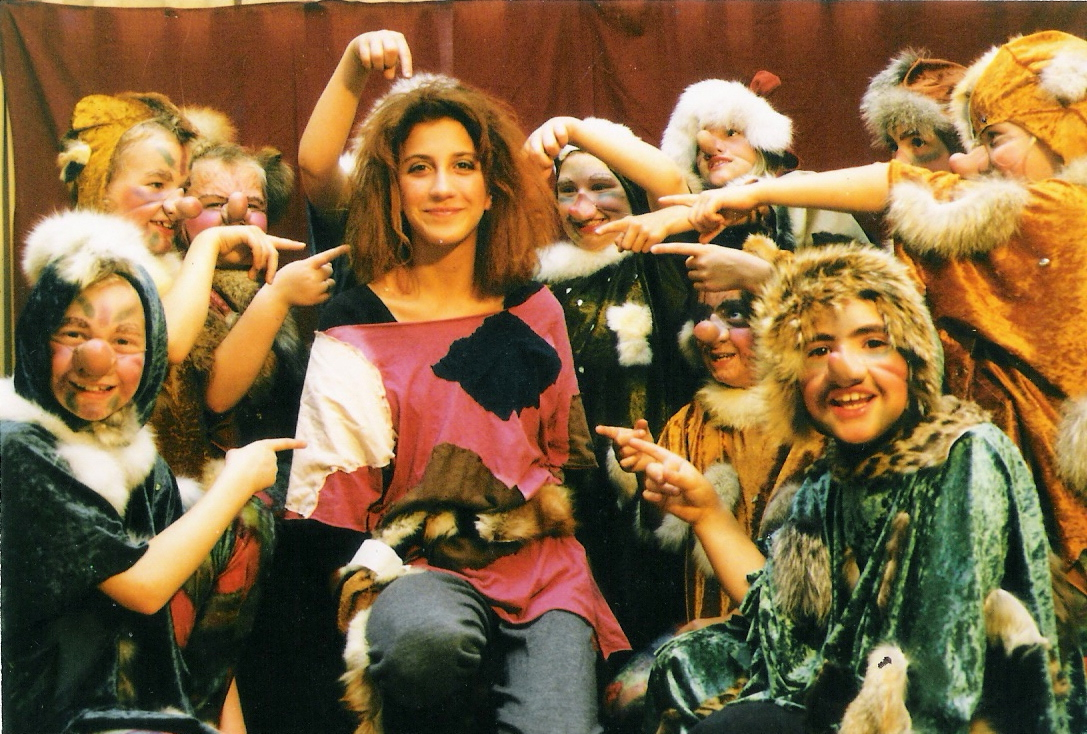
Ronja w musicalu

Ronja, córka rozbójnika – powieść Astrid Lindgren opowiadająca o Ronji – córce Mattisa i Lovis, która jest „dzieckiem lasu”.
Wielokrotnie zostaje ostrzegana przed rozbójnikami Borki. Borka to herszt przeciwnej bandy zbójeckiej. Wkrótce jednak zapoznaje się z synem Borki – Birkiem. Po kilkakrotnym, wzajemnym uratowaniu sobie życia zaczynają czuć do siebie miłość i stają się bratem i siostrą. Mattis dowiedziawszy się o tej miłości wyrzeka się córki. Ronja i Birk uciekają z domu i postanawiają zamieszkać w Niedźwiedziej Grocie. Wkrótce godzą się z ojcami i łączą dwie bandy w jedną.
Ilustracje do wydania oryginalnego stworzyła Ilon Wikland; jej ilustracje pojawiły się także w pierwszym wydaniu polskim.

## Adaptacje filmowe
- Ronja – córka zbójnika – szwedzki film z 1984 roku
  - Ronja – córka zbójnika – miniserial z 1986 roku, na podstawie filmu
- Ronja, córka zbójnika – japoński serial animowany z 2014 roku
- Ronja, córka zbójnika - szwedzki serial z 2024 roku

## Musical
Niemiecki musical Ronja Räubertochter (1994, Szczecin, Hamburg).
- Reżyseria: Ewa Kołogórska
- Muzyka: Axel Bergstedt